# Peter Matić
Pour les articles homonymes, voir Matić.
Peter Matić, né le 24 mars 1937 à Vienne et mort le 20 juin 2019, est un acteur autrichien, surtout connu pour sa post-synchronisation en allemand des enregistrements de la voix de l'acteur britannique Ben Kingsley.

## Biographie
Peter Matić est issu du côté maternel de la famille de Warsberg et paternel de la famille d'officiers Matić von Dravodol. Son père était cavalier et, en raison de son occupation, Matić grandit donc d'abord à Stolp, puis à Mühlhausen et à Neckarsteinach. En 1949, la famille s'installa à Salzbourg, où il obtient son diplôme en 1956 au Bundesgymnasium (aujourd'hui: Akademisches Gymnasium). Il a ensuite déménagé à Vienne, où il s’est inscrit au Séminaire Max Reinhardt et a échoué.
Il est décédé le 20 juin 2019 à l'âge de 82 ans.

### Famille
Peter Matić était marié depuis 1965 et père de deux enfants. Il est le père de l'acteur Paul Matić (de).

## Filmographie partielle

### À la télévision
- 1990 : Aventures à l'aéroport (série télévisée) : Pater Parella

### Au cinéma
- 1964 : Das hab ich von Papa gelernt : Joachim Lange
- 1965 : 3. November 1918 : lieutenant Vanini
- 1976 : Jeder stirbt für sich allein : Enno Kluge
- 1984 : Sigi, der Straßenfeger : Kämmer
- 1986 : Killing Cars : Dr Hein
- 1986 : Richard et Cosima (Wahnfried) : Hans von Bülow
- 1991 : Bronsteins Kinder : Hugo Lepschitz
- 2000 : Kaliber Deluxe : Ballard
- 2002 : Gebürtig : David Lebensart
- 2007 : The Split Wife : psychologue (voix)
- 2012 : Die Vermessung der Welt : Emmanuel Kant
- 2013 : Mein blindes Herz : le Docteur (voix)

## Récompenses et distinctions
- 2001 : Anneau d'Albin Skoda
- 2006 : Kammerschauspieler
- 2010 : médaille d’or pour services rendus à la ville de Vienne (Goldenes Ehrenzeichen des Landes Wien)
- 2010 : Livre audio de l'année 2010 pour l'édition intégrale de À la recherche du temps perdu de Marcel Proust
- 2011 : Prix de la critique allemande du disque (de) (Preis der deutschen Schallplattenkritik) pour l'édition intégrale d'À la recherche du temps perdu de Marcel Proust
- 2014 : prix Nestroy du théâtre du meilleur acteur de soutien pour son rôle dans Die letzten Tage der Menschheit (de) (Les Derniers Jours de l'Humanité) au Festival de Salzbourg
- 2015 : médaille d'or pour les services à la province de Basse-Autriche (Goldenes Ehrenzeichen für Verdienste um das Bundesland Niederösterreich)